# Stade Egídio José Preima
 (mars 2021).
Le Stade Egídio José Preima (en portugais : Estádio Egídio José Preima), également connu sous le nom de Stade municipal Egídio José Preima (en portugais : Estádio Municipal Egídio José Preima) et surnommé Egídio Preima, est un stade de football brésilien situé dans la ville de Sorriso, dans l'État du Mato Grosso.
Le stade, doté de 4 000 places, sert d'enceinte à domicile à l'équipe de football du Sorriso Esporte Clube.